# Cáqueza
Cáqueza là một khu tự quản thuộc tỉnh Cundinamarca, Colombia. Thủ phủ của khu tự quản Cáqueza đóng tại Cáqueza Khu tự quản Cáqueza có diện tích ki lô mét vuông. Đến thời điểm ngày 28 tháng 5 năm 2005, khu tự quản Cáqueza có dân số 15778 người.